# Center za proučevanje mednarodnih odnosov
Center za proučevanje mednarodnih odnosov (kratica CPMO, zdaj Center za mednarodne odnose - CMO) je raziskovalna enota, ki deluje v sklopu Inštituta za družbene vede Fakultete za družbene vede v Ljubljani. Zdajšnji center je bil ustanovljen leta 1982 v sklopu tedanjega Raziskovalnega inštituta FSPN.
Tematski predhodnik Centra je bil ustanovljen leta 1966 pri tedanji Visoki šoli za politične vede ustanovljeni Center za proučevanje sodelovanja z deželami v razvoju, ki ga je vodil Vlado Benko. Po letu 1973 se je osamosvojil od takratne Fakultete za sociologijo in politične vede in se kasneje (po 1990) preimenoval v Center za mednarodno sodelovanje in razvoj. Ta center je bil vir kadrov tudi za sedanji fakultetni center. Od ustanovitve 1982 naprej so ga vodili Ernest Petrič, najdlje Marjan Svetličič (1990–2013), nato Maja Bučar, zdaj Anže Burger. 
Center izvaja številne raziskave na različnih področjih mednarodnih odnosov in mednarodne ekonomije. 